# Tapinocyba spoliatrix
Tapinocyba spoliatrix là một loài nhện trong họ Linyphiidae.
Loài này thuộc chi Tapinocyba. Tapinocyba spoliatrix được Andrei V. Tanasevitch miêu tả năm 1985.